# DirecTV
DirecTV ist ein amerikanischer Fernsehsatellitenbetreiber und Programmanbieter mit Sitz in El Segundo. Es ist der größte Pay-TV-Anbieter der Welt. DirecTV ist im Besitz von AT&T und steht in Konkurrenz zum DISH Network und lokalen Kabelnetzbetreibern. Das Angebot wurde im Jahr 1994 gestartet.

## Geschichte
Stanley S. Hubbard gründete 1981 die United States Satellite Broadcasting (USSB) und war einer der führenden Befürworter der Direktausstrahlung von Fernsehprogrammen über Satellit in den USA. Die USSB erhielt dafür von der FCC fünf Frequenzen auf der begehrten Satellitenposition 101° West. Hughes Communications, eine Tochterfirma von GM Hughes Electronics, erhielt weitere 27 Frequenzen auf 101° West. Nachdem Hughes bei den ersten Versuchen, einen solchen Service anzubieten, gescheitert war, gründete man DirecTV und vereinbarte gemeinsam mit USSB, das erste Fernsehsatellitensystem auszubauen. Hughes/DirecTV wandte sich dann an Thomson Consumer Electronics (unter der Marke RCA) wegen der Entwicklung eines Satellitenempfängers für bis zu 175 Kanäle, der mit einer 50-cm-Antenne auskommen sollte. Hughes erhielt den Auftrag für den Bau und den Start der neuen Hochleistungssatelliten, und USSB und DirecTV vereinbarten, dass die neuen Satelliten zwei separate Programmpakete übertragen sollten: die von USSB und die von DirecTV. 1994 wurde der Regelbetrieb der Satelliten aufgenommen. 1998 kaufte DirecTV dann USSB für 1,3 Mrd. US-Dollar, 1999 den Anbieter PrimeStar und danach Teile von Hughes Electronics. Im September 2007 wurden die ersten HD-Kanäle aufgeschaltet, und inzwischen hat DirecTV etwa 20 Mio. Teilnehmer (Stand 2008).

## Aktuelles
In den USA und in Kanada bezogen im Jahr 2010 insgesamt 19,433 Millionen Haushalte ihre Programme über DirecTV. In Lateinamerika verweist DirecTV auf 6,707 Millionen Nutzer. DirecTV gehören dort auch die Tochtergesellschaften Sky Brazil (93 Prozent) und PanAmericana (100 %) und ist mit 41 Prozent an Sky Mexico beteiligt.
Im Mai 2014 legte AT&T ein Angebot zur Übernahme von DirecTV vor. Die Integration in den AT&T-Konzern erfolgte am 24. Juli 2015 und damit die Herausnahme aus dem Index Nasdaq-100. Daraufhin wurden alle zu der Zeit aktiven Satelliten umbenannt. So wurde beispielsweise aus DirecTV-8 unter der neuen Bezeichnung AT&T T-8.

## Satellitenflotte

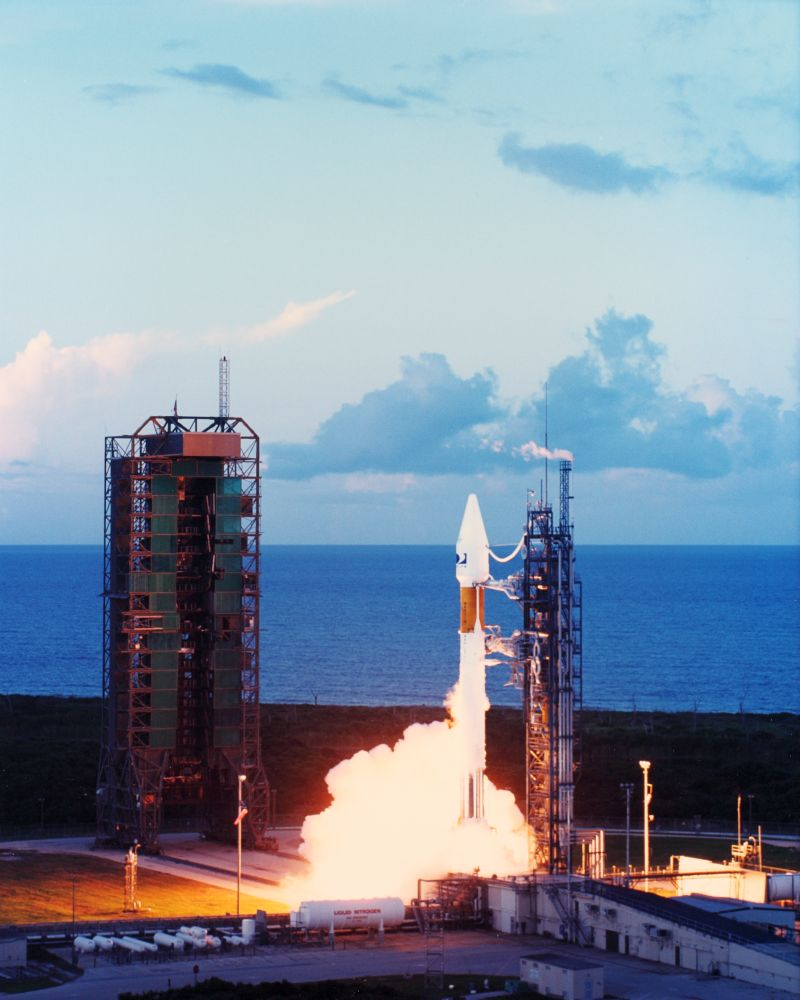
Start von DirecTV-6 am 8. März 1997

Das Unternehmen betrieb und betreibt mit Stand September 2023 diese Satelliten:
| Satellit     | Andere Bezeichnungen     | NSSDC-ID  | Startdatum (UTC)  | Trägerrakete       | Startplatz   | Satellitenbus                      | Position    | Anmerkungen                                                                 |
| ------------ | ------------------------ | --------- | ----------------- | ------------------ | ------------ | ---------------------------------- | ----------- | --------------------------------------------------------------------------- |
| DirecTV-1    | DBS-1                    | 1993-078A | 18.12.1993, 01:27 | Ariane 44L         | CSG ELA-2    | HS-601 (Hughes Aircraft)           | 159,5° Ost  | Außer Betrieb seit Februar 2009                                             |
| DirecTV-2    | DBS-2, Nimiq 4i          | 1994-047A | 03.08.1994, 23:57 | Atlas-2/Centaur-2A | CC LC-36A    | HS-601 (Hughes Aircraft)           | 123° West   | Außer Betrieb seit Mai 2007                                                 |
| DirecTV-3    | DBS-3, Nimiq 2i, Nimiq 3 | 1995-029A | 10.06.1995, 00:24 | Ariane 42P         | CSG ELA-2    | HS-601 (Hughes Aircraft)           | 147,2° West | Außer Betrieb seit Mai 2009                                                 |
| DirecTV-6    | Tempo 2                  | 1997-011A | 08.03.1997, 06:01 | Atlas-2/Centaur 2A | CC LC-36A    | SSL-1300 (Space Systems/Loral)     | 109,5° West | Außer Betrieb seit August 2006                                              |
| DirecTV-1R   | DBS-4                    | 1999-056A | 10.10.1999, 03:28 | Zenit-3 SL         | SL Odyssey   | HS-601HP (Hughes Aircraft)         | 127,8° West | Außer Betrieb seit Mai 2014                                                 |
| AT&T T-4S    | DirecTV-4S, T4S          | 2001-052A | 27.11.2001, 05:59 | Ariane 44LP        | CSG ELA-2    | HS-601HP (Hughes Aircraft)         | 83,4° West  | Außer Betrieb seit Oktober 2019                                             |
| AT&T T-5     | DirecTV-5, Tempo 1, T5   | 2002-023A | 07.05.2002, 17:00 | Proton-K/Block-DM3 | Ba LC-81/24  | SSL-1300 (Space Systems/Loral)     | 110° West   | Seit Dezember 2018 nicht mehr in Betrieb, weiterhin im geostationären Orbit |
| Galaxy 3C    | PAS-9, Galaxy 13         | 2002-030A | 15.06.2002, 22:39 | Zenit-3 SL         | SL Odyssey   | BSS-702 (Airbus Defence and Space) | 119° West   | gemietete Funkkapazitäten                                                   |
| AT&T T-7S    | DirecTV-7S, T7S          | 2004-016A | 04.05.2004, 12:42 | Zenit-3 SL         | SL Odyssey   | SSL-1300 (Space Systems/Loral)     | 163° West   | Außer Betrieb seit 2021                                                     |
| Spaceway 1   |                          | 2005-015A | 26.04.2005, 07:31 | Zenit-3 SL         | SL Odyssey   | BSS-702 (Airbus Defence and Space) | 51,7° West  | Außer Betrieb seit Februar 2020                                             |
| AT&T T-8     | DirecTV-8, T8            | 2005-019A | 22.05.2005, 16:59 | Proton-M/Bris-M    | Ba LC-200/39 | SSL-1300 (Space Systems/Loral)     | 119° West   |                                                                             |
| Spaceway 2   |                          | 2005-046B | 16.11.2005, 23:46 | Ariane 5 ECA       | CSG ELA-3    | BSS-702 (Airbus Defence and Space) | 139° West   |                                                                             |
| AT&T T-9S    | DirecTV-9S, T9S          | 2006-043A | 13.10.2006, 20:56 | Ariane 5 ECA       | CSG ELA-3    | SSL-1300 (Space Systems/Loral)     | 101° West   |                                                                             |
| AT&T T-10    | DirecTV-10, T10          | 2007-032A | 07.07.2007, 01:16 | Proton-M/Bris-M    | Ba LC-200/39 | BSS-702 (Airbus Defence and Space) | 103° West   |                                                                             |
| AT&T T-11    | DirecTV-11, T11          | 2008-013A | 19.03.2008, 22:48 | Zenit-3 SL         | SL Odyssey   | BSS-702 (Airbus Defence and Space) | 99° West    |                                                                             |
| AT&T T-12    | DirecTV-12, T12          | 2009-075A | 29.12.2009, 00:22 | Proton-M/Bris-M    | Ba LC-200/39 | BSS-702 (Airbus Defence and Space) | 102,7° West |                                                                             |
| Intelsat 30  | DLA 1                    | 2014-062A | 16.10.2014, 21:43 | Ariane 5 ECA       | CSG ELA-3    | SSL-1300 (Space Systems/Loral)     | 95° West    | gemietete Funkkapazitäten                                                   |
| AT&T T-14    | DirecTV-14, T14          | 2014-078B | 06.12.2014, 20:40 | Ariane 5 ECA       | CSG ELA-3    | SSL-1300 (Space Systems/Loral)     | 99° West    |                                                                             |
| AT&T T-15    | DirecTV-15, T15          | 2015-026A | 27.05.2015, 21:16 | Ariane 5 ECA       | CSG ELA-3    | Eurostar-3000 (EADS Astrium)       | 103° West   |                                                                             |
| Sky Mexico 1 | SKYM 1                   | 2015-026B | 27.05.2015, 21:16 | Ariane 5 ECA       | CSG ELA-3    | STAR-2.4 (Orbital ATK)             | 79° West    |                                                                             |
| Intelsat 31  | DLA 2                    | 2016-035A | 09.06.2016, 07:10 | Proton-M/Bris-M    | Ba LC-81/24  | SSL-1300 (Space Systems/Loral)     | 132° West   | gemietete Funkkapazitäten                                                   |
| Sky Brasil 1 | SKYB 1, Intelsat 32e     | 2017-007B | 14.02.2017, 21:39 | Ariane 5 ECA       | CSG ELA-3    | Eurostar-3000X (EADS Astrium)      | 43,2° West  | gemietete Funkkapazitäten                                                   |
| AT&T T-16    | DirecTV-16, T16          | 2019-034A | 20.06.2019, 21:43 | Ariane 5 ECA       | CSG ELA-3    | Eurostar-3000 (EADS Astrium)       | 101° West   |                                                                             |